# مدل میلن
مدل میلن (به انگلیسی: Milne model) یک مدل کیهان شناسی نسبیت خاصی بود که توسط ادوارد آرتور میلن در سال ۱۹۳۵ پیشنهاد شد.از نظر ریاضی این مدل در واقع حالت خاصی از مدل فریدمان-لومتر-رابرتسون-واکر در نقطه حدی با چگالی انرژی صفر است (یا به عبارت دیگر، جهان خالی) و از اصل کیهان‌شناختی پیروی می‌کند. مدل میلن همچنین به فضای ریندلر شباهت دارد.
مدل میلن به خاطر ویژگی‌هایش یعنی انرژی صفر و خمش فضایی منفی ماگزیمال، با مشاهدات کیهان‌شناسی در تناقض است.

## متریک میلن
جهان میلن حالت خاصی از جهان عمومی تر فریدمان-لومتر-رابرتسون-واکر است. پاسخ میلن را می‌توان از پاسخ عمومی تر با صفر قراردادن چگالی انرژی، فشار و ثابت کیهانی به دست می آید و خمش فضا منفی است. با این فرضها و معادلات فریدمان این نتیجه به دست می آید که فاکتور مقیاس با مختصات زمان رابطه خطی دارد.
با دادن مقدار واحد به خمش فضایی و سرعت نور، متریک جهان میلن را در مختصات کروی می‌توان به شکل زیر نوشت:
{\displaystyle ds^{2}=dt^{2}-t^{2}(d\chi ^{2}+\sinh ^{2}{\chi }d\Omega ^{2})\ }
که در آن
{\displaystyle d\Omega ^{2}=d\theta ^{2}+\sin ^{2}\theta d\phi ^{2}\ }
متریک دو-کره است و
{\displaystyle \chi =\sinh ^{-1}{r}}
مولفه شعاعی با خمش اصلاح شده بری فضای با خمش منفی متغیر بین صفر و {\displaystyle +\infty } است.
فضای خالی که مدل میلن توصیف می‌کند را می‌توان با داخل یک مخروط نور یک رویداد در فضای مینکوفسکی به همراه یک تغییر مختصات متناظر دانست.
میلن این مدل را مستقل از نسبیت عام، اما با آگاهی از نسبیت خاص به وجود آورد. به گونه ای که او در آغاز آن را توصیف کرد، این مدل شامل انبساط فضا نبود، بنابراین انتقال به سرخ‌ها را با استفاده از سرعت پسروی مرتبط با انفجار فرضی توضیح می‌دهد. اما هم ارزی ریاضی آن با حالت خاص چگالی انرژی صفر ({\displaystyle \rho =0}) مدل فریدمان-لومتر-رابرتسون-واکر بیانگر این است که یک پاسخ نسبیت عامی کامل با استفاده از فرض‌های میلن، فاکتور مقیاس در حال افزایش و انبساط فضا را ایجاب می‌کند.